# 루피 카우르

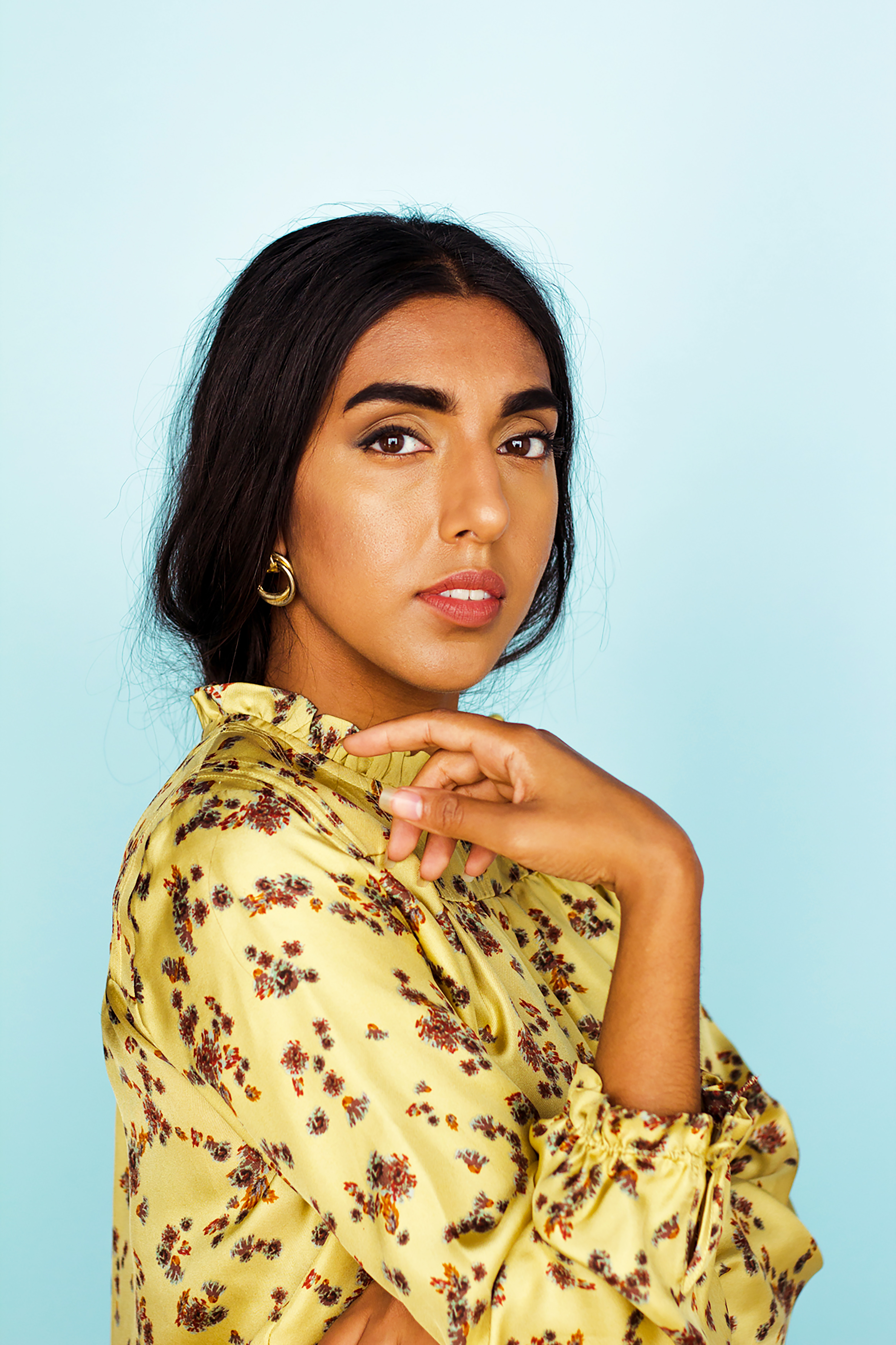
루피 카우르

루피 카우르(영어: Rupi Kaur, 1992년 10월 4일 ~ )는 인도 출생 캐나다의 시인이자 삽화가이다. 카우르는 인스타그램과는 짧은 시각시를 공유함으로써 인스타그램과 텀블러에서 명성을 얻었다.
그녀는 데뷔 시집 《밀크 앤 허니》 (2014)를 출간 한 후 널리 인기를 얻었으며, 이 책은 전 세계적으로 300만 부 이상 판매되었으며 뉴욕 타임즈 베스트 셀러 목록에 1년 이상 목록에 들었다. 2017년, 카우르는 두 번째 책 《해와 그녀의 꽃들》을 발표하였다.
2019년, 뉴 리퍼블릭은 카우르를 "10년의 작가"로 지명했다.